# Sarıalan, Kurşunlu
Sarıalan là một xã thuộc huyện Kurşunlu, tỉnh Çankırı, Thổ Nhĩ Kỳ. Dân số thời điểm năm 2010 là 94 người.